# Burundi a 2024. évi nyári olimpiai játékokon
Burundi a franciaországi Párizsban megrendezett 2024. évi nyári olimpiai játékok egyik részt vevő nemzete volt. Az országot az olimpián 3 sportágban 7 sportoló képviselte, akik érmet nem szereztek.

## Atlétika
Férfi
| Versenyző           | Versenyszám | Előfutam | Előfutam | Előfutam | Döntő            | Döntő            |
| Versenyző           | Versenyszám | Idő      | Hely.    | Össz.    | Idő              | Helyezés         |
| ------------------- | ----------- | -------- | -------- | -------- | ---------------- | ---------------- |
| Egide Ntakarutimana | 5000 m      | 14:11,29 | 10.      | 28.      | kiesett          | kiesett          |
| Rodrigue Kwizera    | 10 000 m    |          |          |          | nem állt rajthoz | nem állt rajthoz |
| Célestin Ndikumana  | 10 000 m    |          |          |          | nem állt rajthoz | nem állt rajthoz |

Női
| Versenyző            | Versenyszám | Előfutam | Előfutam | Előfutam | Döntő    | Döntő    |
| Versenyző            | Versenyszám | Idő      | Hely.    | Össz.    | Idő      | Helyezés |
| -------------------- | ----------- | -------- | -------- | -------- | -------- | -------- |
| Francine Niyomukunzi | 5000 m      | 15:01,42 | 5.       | 14.      | 15:22,40 | 16.      |
| Francine Niyomukunzi | 10 000 m    |          |          |          | 31:17,02 | 14.      |

## Cselgáncs
Női
| Versenyző            | Versenyszám  | 32-es főtábla                           | Nyolcaddöntő      | Negyeddöntő       | Elődöntő          | Vigaszág elődöntő | Bronz- mérkőzés   | Döntő             | Helyezés |
| Versenyző            | Versenyszám  | Ellenfél Eredmény                       | Ellenfél Eredmény | Ellenfél Eredmény | Ellenfél Eredmény | Ellenfél Eredmény | Ellenfél Eredmény | Ellenfél Eredmény | Helyezés |
| -------------------- | ------------ | --------------------------------------- | ----------------- | ----------------- | ----------------- | ----------------- | ----------------- | ----------------- | -------- |
| Ange Ciella Niragira | Félnehézsúly | Beata Pacut-Kloczko (POL) · 00(0)–10(0) | kiesett           | kiesett           | kiesett           | kiesett           | kiesett           | kiesett           | 17.      |

## Úszás
Férfi
| Versenyző           | Versenyszám | Előfutam | Előfutam | Előfutam | Elődöntő | Elődöntő | Elődöntő | Döntő   | Döntő    |
| Versenyző           | Versenyszám | Idő      | Hely.    | Össz.    | Idő      | Hely.    | Össz.    | Idő     | Helyezés |
| ------------------- | ----------- | -------- | -------- | -------- | -------- | -------- | -------- | ------- | -------- |
| Belly-Cresus Ganira | 50 m gyors  | 23,80    | 2.       | 46.      | kiesett  | kiesett  | kiesett  | kiesett | kiesett  |

Női
| Versenyző            | Versenyszám | Előfutam | Előfutam | Előfutam | Elődöntő | Elődöntő | Elődöntő | Döntő   | Döntő    |
| Versenyző            | Versenyszám | Idő      | Hely.    | Össz.    | Idő      | Hely.    | Össz.    | Idő     | Helyezés |
| -------------------- | ----------- | -------- | -------- | -------- | -------- | -------- | -------- | ------- | -------- |
| Lois Eliona Irishura | 50 m gyors  | 29,63    | 1.       | 58.      | kiesett  | kiesett  | kiesett  | kiesett | kiesett  |